# Bill Sattler
William Edward Sattler, detto Bill (Mineral City, 9 agosto 1916 – Dover, 11 luglio 1971), è stato un cestista statunitense, professionista nella NBL.

## Carriera
Giocò per due stagioni nella NBL, disputando complessivamente 49 partite con 5,4 punti di media.